# ب‌ام‌و ایکس۲
ب‌ام‌و ایکس۲ (BMW X2) یک کراس اوور کوچک است که سال ۲۰۱۷ توسط شرکت ب‌ام‌و تولید می‌گردد.
ایکس ۲ در گروه خودروسازی ب‌ام‌و و در کارخانه ب‌ام‌و در رگنسبورگ آلمان در کنار خط تولید ایکس ۱ تولید می‌شود.

## نسل اول (اف۳۹؛ ۲۰۱۸–اکنون)
این خودرو در ابتدا بعنوان یک نمونه کانسپت در سال ۲۰۱۶ و در نمایشگاه خودروی پاریس رونمایی شد و در اکتبر سال ۲۰۱۷ به تولید انبوه رسید.
علیرغم سایز تقریباً مشابه با ایکس۱ اما این خودرو جایگزین آن محسوب نمی‌شود و در کنار هم بفروش می‌رسند.
این خودرو همانند دیگر مدل‌های سری ایکس شرکت ب ام و از پکیج نسخه ام برخوردار است و با سفارش تجهیزات سری ام سپر اسپرت برای جلو و عقب برای خودرو قرار می‌گیرد.